# Александру Ілляш
Александру Ілляш (молд . Iliaş Alexandru, *1635 — †1675) — господар Молдовського князівства з 21 травня 1666 по 8 листопада.

## Біографія
Син Александру IV Ілляша. Останній чоловік у молдовській господарській династії Мушатів. Під час правління Ілляша данина Молдовського князівства зросла на 25 тисяч лей. Після передачі престолу Георге Дуці, вирушив до Константинополя, де незабаром і помер.